# Andrzej Ciuk
Andrzej Ciuk (ur. 27 sierpnia 1949 w Opolu, zm. 2 grudnia 2017 tamże) – polski filolog, specjalizował się w literaturoznawstwie angielskim; doktor habilitowany, nauczyciel akademicki związany z Uniwersytetem Opolskim oraz Wyższą Szkołą Filologiczną we Wrocławiu; był także profesorem Wyższej Szkoły Zarządzania Marketingowego i Języków Obcych w Katowicach.

## Życiorys
Urodził się w 1949 roku. Po skończeniu szkoły podstawowej, a następnie szkoły średniej podjął studia filologiczne na Uniwersytecie im. Adama Mickiewicza w Poznaniu, które ukończył w 1974 roku. Bezpośrednio po ukończeniu studiów znalazł zatrudnienie w powstającym na opolskiej Wyższej Szkole Pedagogicznej im. Powstańców Śląskich Instytucie Filologii Angielskiej, gdzie został asystentem. W 1984 roku Rada Wydziału Filologicznego Uniwersytetu Łódzkiego nadała mu stopień naukowy doktora nauk humanistycznych w zakresie filologii angielskiej. W 1993 roku, po śmierci profesora Mariana Adamusa, objął funkcję dyrektora Instytutu Filologii Angielskiej WSP w Opolu (od 1994 roku Uniwersytet Opolski). Rok później uzyskał stopień naukowy doktora habilitowanego na podstawie rozprawy nt. Georgian Poetry – A Reconsideration. W 1996 roku otrzymał stanowisko profesora nadzwyczajnego. Dzięki jego staraniom jako dyrektora kadrę naukową instytutu zasiliło wielu badaczy o dużym dorobku naukowym, wśród nich przede wszystkim Gerhard Nickel, socjolingwista o międzynarodowej renomie z Uniwersytetu w Stuttgarcie, oraz Zdzisław Najder, uznawany za czołowego badacza twórczości Josepha Conrada. W 2012 roku został wybrany na stanowisko dziekana Wydziału Filologicznego UO. Poza opolską uczelnią wykładał w Wyższej Szkole Filologicznej we Wrocławiu.

## Dorobek naukowy
Zainteresowania naukowe Andrzeja Ciuka koncentrowały się na zagadnieniach związanych z literaturoznawstwem brytyjskim, kulturoznawstwem krajów anglojęzycznych, historią Wielkiej Brytanii i Stanów Zjednoczonych. Szczególnie jednak interesował się on poezją angielską końca XIX i początku XX wieku, kulturą popularną krajów anglojęzycznych po II wojnie światowej oraz anglojęzyczną literaturą postkolonialną.
Był członkiem Europejskiego Stowarzyszenia Studiów nad Australią oraz Polskiego Stowarzyszenia Anglistów. Za swoją działalność naukową i dydaktyczną otrzymał liczne nagrody od rektora Uniwersytetu Opolskiego, a także w 2009 roku Złoty Medal za Długoletnią Służbę nadany przez prezydenta Lecha Kaczyńskiego.
Do jego najważniejszych prac są zaliczane:
- Australia: identity, memory and destiny, Opole 2008,
- For the love of the embedded word – in society, culture and education, Wrocław 2008,
- Georgian poetry : a reconsideration, Opole 1992,
- King Arthur and the knights of the Round Table in Victorian poetry, Opole 1989,
- Mastering English through Educational Problems, Opole 1979.